# 白幽子
白幽子（はくゆうし、? - 宝永6年（1709年））は、江戸時代前期から中期にかけての隠士・書家。京都北白川の山中の岩窟に住んだ。
禅僧白隠慧鶴に「内観の法」を伝えた人物として名が知られている。数百年を生きた仙人という伝説が生じ、白幽子仙人、白幽仙人、白川の仙人ともいわれた。

## 生涯と伝説
白幽子は、石川丈山（1583年 - 1672年）の弟子である石川克之（石川克）の弟で、名は慈俊。白幽子も丈山の弟子であった、あるいは丈山と師友の間柄であったという。
白幽子は洛外白川村（現在の京都市左京区北白川）清沢口の、瓜生山中に暮らした。書に優れ、また天文、医学にも通じていたという。
乗願院（左京区北白川仕伏町）には、白幽子が「南無阿弥陀仏」の名号を記した石碑がある。
寛政10年（1798年）に刊行された『続近世畸人伝』には、吉田芝ノ墓地（現在の左京区吉田神楽岡町、神楽岡東墓地）にある白幽子の墓碑についての記述がある。正面に「松風窟白幽子之墓」、側面に「白川山居隠士」と彫られた墓石の背には「宝永六己丑初秋二十五日」、すなわち宝永6年7月25日（グレゴリオ暦1709年8月30日）の日付があり、これが歿日とみなされる。
なお、宝永6年（1709年）は白川山中を出た年であるという伝承もある。

### 白隠と白幽子
禅僧の白隠慧鶴（1686年 - 1769年）は、『遠羅天釜（おらてがま）』（寛延2年（1749）刊行）、『夜船閑話（やせんかんな）』（宝暦7年（1757年）刊行）において、白幽子と、白幽子から伝えられた「内観の法」について記している。
白隠は若いころ、禅に打ち込むあまり「禅病」（現代で言うところのノイローゼや肺患）に苦しんだ。京都の白川村の山中に暮らす白幽子の噂を聞いた白隠は、当時修行していた美濃国の霊松院（現在の岐阜県岐阜市）から白幽子の岩窟を訪れた。白隠は白幽子から「内観の法」を授かって禅病が癒えたとされる。白隠が記すところによれば、白隠と白幽子が会ったのは宝永7年（1710年）のことであるが、これは白幽子が宝永6年（1709年）に没したという説とは矛盾をきたす。
美濃国で白隠の聞いた噂によれば、白幽子は「石川丈山の師」であり、年齢は180歳から240歳、村人は白幽先生（白幽真人、白幽仙人）と呼んでいるのだという。実際に対面した白隠は、白幽子は膝まで髪が届く老翁で、『中庸』『老子』『金剛経』を置いた机の前で瞑目端座していたと描写する。

### 近世畸人伝の記述
伴蒿蹊『近世畸人伝』巻之五（寛政2年（1790年））、および『続近世畸人伝』巻之五附録（寛政10年（1798年））に事績が載る。
正編では白隠の著作に基づき、「石川丈山の師」であったとされている。白隠の訪問時に白幽子は年齢200歳過ぎとも思われる年齢で、里人は仙人と呼んでいたとある。伴蒿蹊は正編の評で、白幽子は白隠が自説を唱えるために作り上げた人物ではないかという疑いを示している。続編では、相模国金沢の僧若霖が白幽子を訪ねた際に作った漢詩二首と、白幽子自筆の文章の写しを掲載、吉田芝ノ墓地の墓碑（上述）を紹介し、実在の人物であることを確認している。伴蒿蹊は墓碑の日付と白隠の訪問年の矛盾も指摘しており、白隠が白幽子を仙人とすることで説を高めようとしたか、老後の白隠の記憶違いの可能性を述べている。

## 遺跡

### 白幽子の墓
吉田芝ノ墓地の墓碑については、上述の通り『続近世畸人伝』に記載があるが、「白幽子の墓が発見され、架空の人物とされていた白幽子の実在が確認された」時期については明治時代に入ってからという記述もある。
吉田芝ノ墓地にあった墓石は、1901年（明治34年）に何者かによる盗難を受けた。1903年（明治36年）、富岡鉄斎が墓石を再建し、吉田神葬墓地内の現在地（左京区浄土寺下馬場町、北緯35度01分24.9秒 東経135度47分20.8秒 / 北緯35.023583度 東経135.789111度）に据えている。
なお、盗難された墓石は、その後東京で発見された。1946年、上京区の法輪寺の後藤伊山住職（白隠全集の編纂にも携わった）によって京都に持ち帰られ、同寺に置かれている。

### 白幽子巌居蹟
瓜生山中（左京区北白川清沢口町、北緯35度02分18.0秒 東経135度48分00.6秒 / 北緯35.038333度 東経135.800167度）には白幽子が暮らした岩窟があり、富岡鉄斎が1906年に建てた「白幽子巌居蹟」の石碑がある。

## 参考
- 『白隠 ―禅画の世界』 芳澤勝弘著、中公新書、2005